# Jehan Aert van Tricht
Jehan Aert van Tricht, o Arnold de Maestricht o Aert van Tricht (Maastricht?, 1570 circa – 1610 circa), fu uno scultore di bronzo e fonditore fiammingo, vissuto tra il quindicesimo e i primi anni del sedicesimo secolo.
Portò a termine numerosi lavori in diverse città della diocesi di Liegi: il fonte battesimale nella chiesa di Nostra Signora a Maastricht, smembrato, e quello in bronzo nella Cattedrale di 's-Hertogenbosch, datati 1492; la grande parasta tardo-gotica in bronzo del Duomo di Xanten, che attraversa tutta la larghezza del coro e funge da enorme candeliere, opera, unica nel suo genere, venne realizzata nel 1501.